# Stazione di Nola (RFI)
La stazione di Nola è una stazione ferroviaria posta lungo la linea Cancello-Avellino, a servizio dell'omonima città.
Presso la stazione effettuano servizio esclusivamente treni di categoria Regionale.